# خانم هادسون
خانم هادسون یک شخصیت خیالی در رمان‌ها و داستان‌های کوتاه شرلوک هولمز اثر آرتور کانن دویل است. او موجر خیابان بیکر 221 ب یا همان اقامتگاهی در لندن است که شرلوک هولمز در آن زندگی می‌کند.
نام کامل او مارتا لوئیز هادسون است.

خانم هادسون در بسیاری از داستانهای شرلوک هولمز ظاهر می‌شود یا از آن یاد می‌شود، اگرچه ظاهر او به‌طور کلی مختصر است، و اطلاعات کمی در مورد این شخصیت داده می‌شود. او در چندین اقتباس‌های رسانه ای شرلوک هولمز ازجمله فیلم، تلویزیون و دیگر رسانه‌ها شخصیتی برجسته تر ظاهر شده‌است. در سریال ماجراهای شرلوک هلمز (مجموعه تلویزیونی)، روزالی ویلیامز نقش خانم هادسون را ایفا کرد.
در سریال شرلوک اونا استابز این نقش را ایفا کرد.